# Прапор Брюгге
На прапорі Брюгге, як і на гербі Брюгге, зображено нестримного лазурового (синього) лева на восьми поперечних срібних і червоних смугах. Лев має язик, корону та нашийник із золотим хрестом. Пропорції прапора 2:3. Прапор був офіційно затверджений муніципальною радою 26 жовтня 1982 року. 1 липня 1986 року він був підтверджений урядом Фландрії та остаточно опублікований 3 грудня 1987 року в офіційному бельгійському державному віснику.
Лев, швидше за все, взятий з лева графів Фландрії, але має інший колір (синій замість чорного). Значення смуг невідоме. Лев взято з фламандського прапора.

Офіційно прапор описується так: 
Вісім однаково високих білих і червоних смуг із синім левом, червоними пазурами та язиком, жовтою короною та коміром, комір із жовтим хрестом поверх усього.

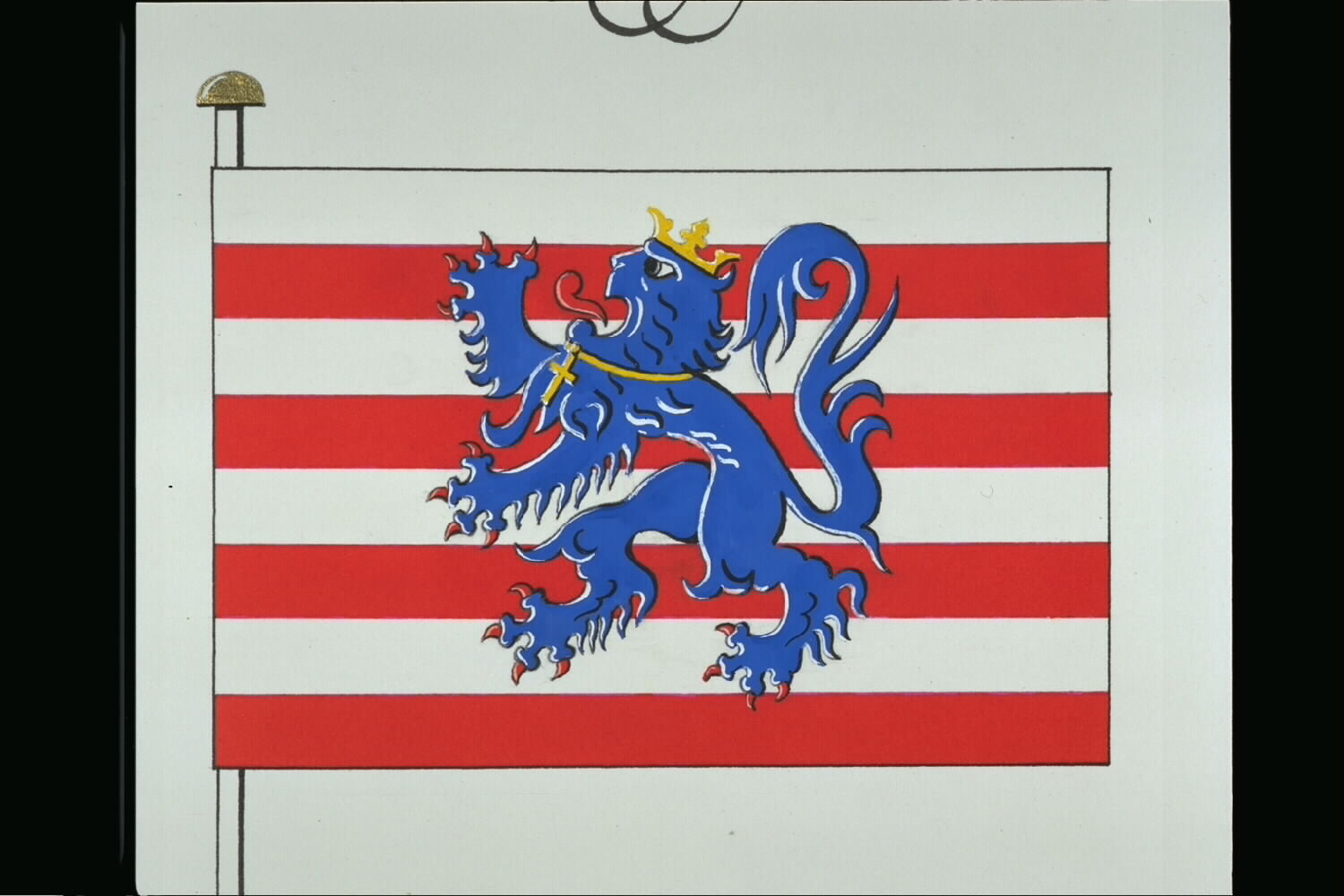
Офіційний малюнок прапора
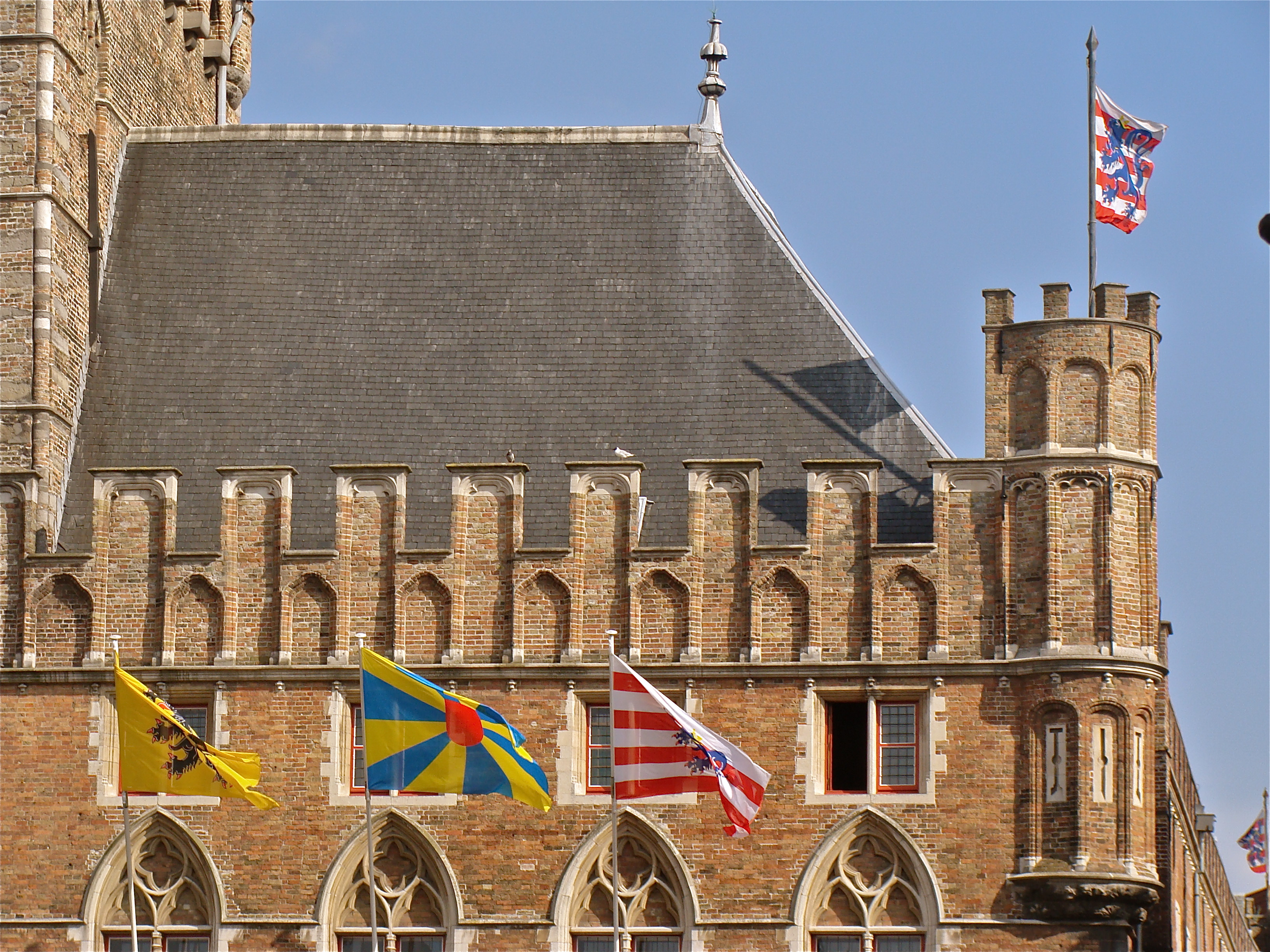
Два прапори міста на дзвіниці, разом і  прапором Західної Фландрії та прапором Фландрії.
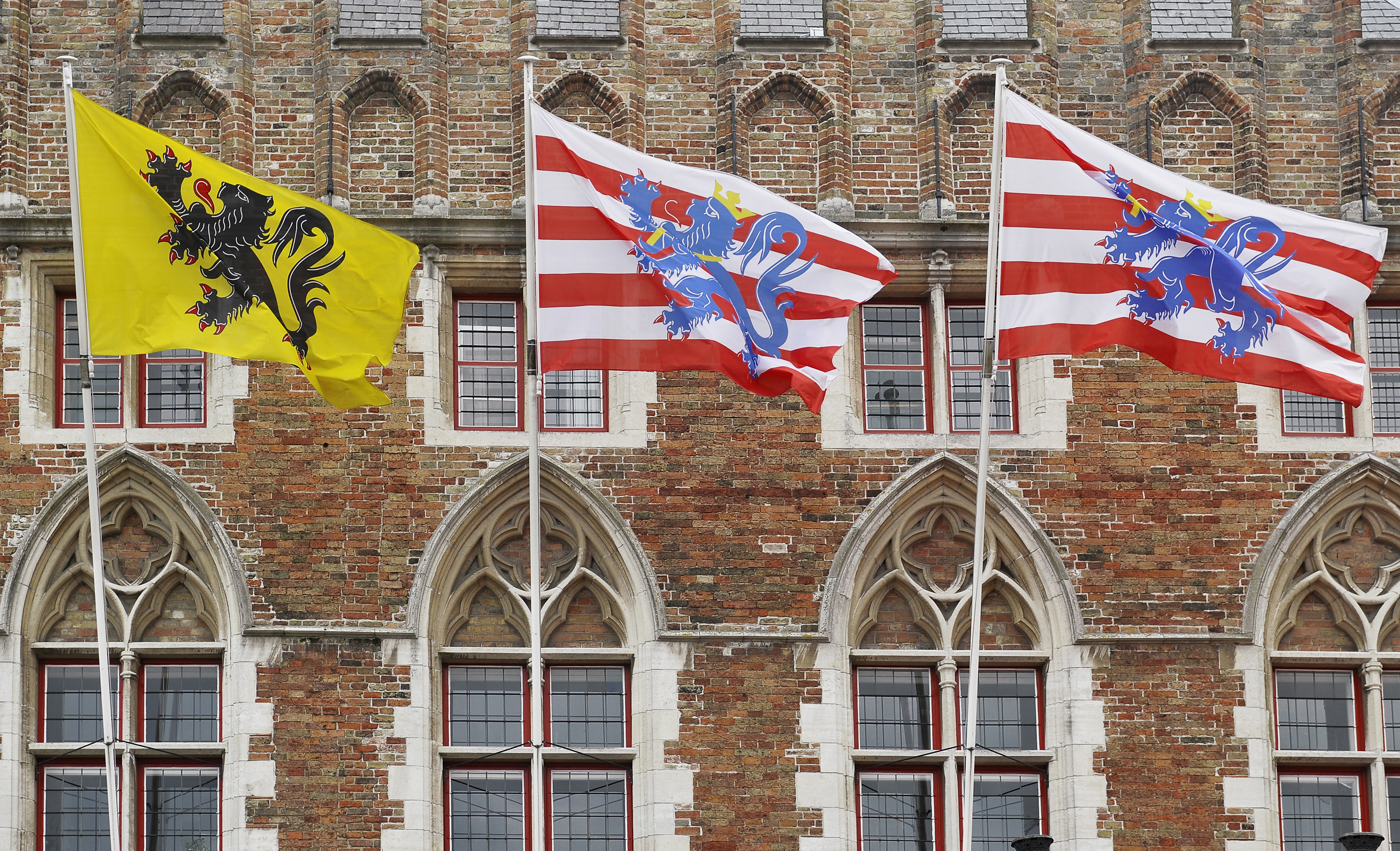
Прапор Фландрії та два прапори Брюгге на дзвіниці.
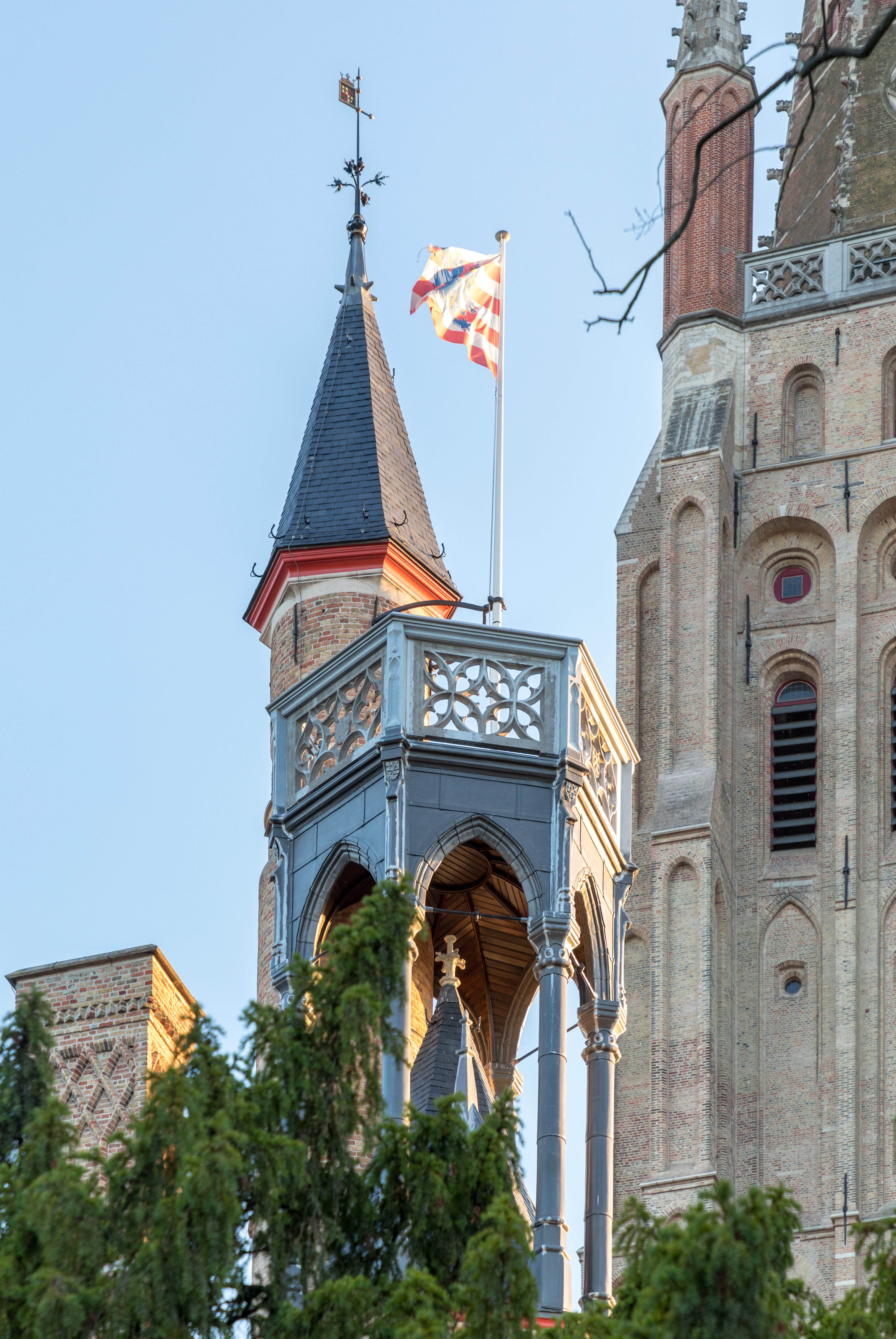
Міський прапор на костелі Пресвятої Діви Марії
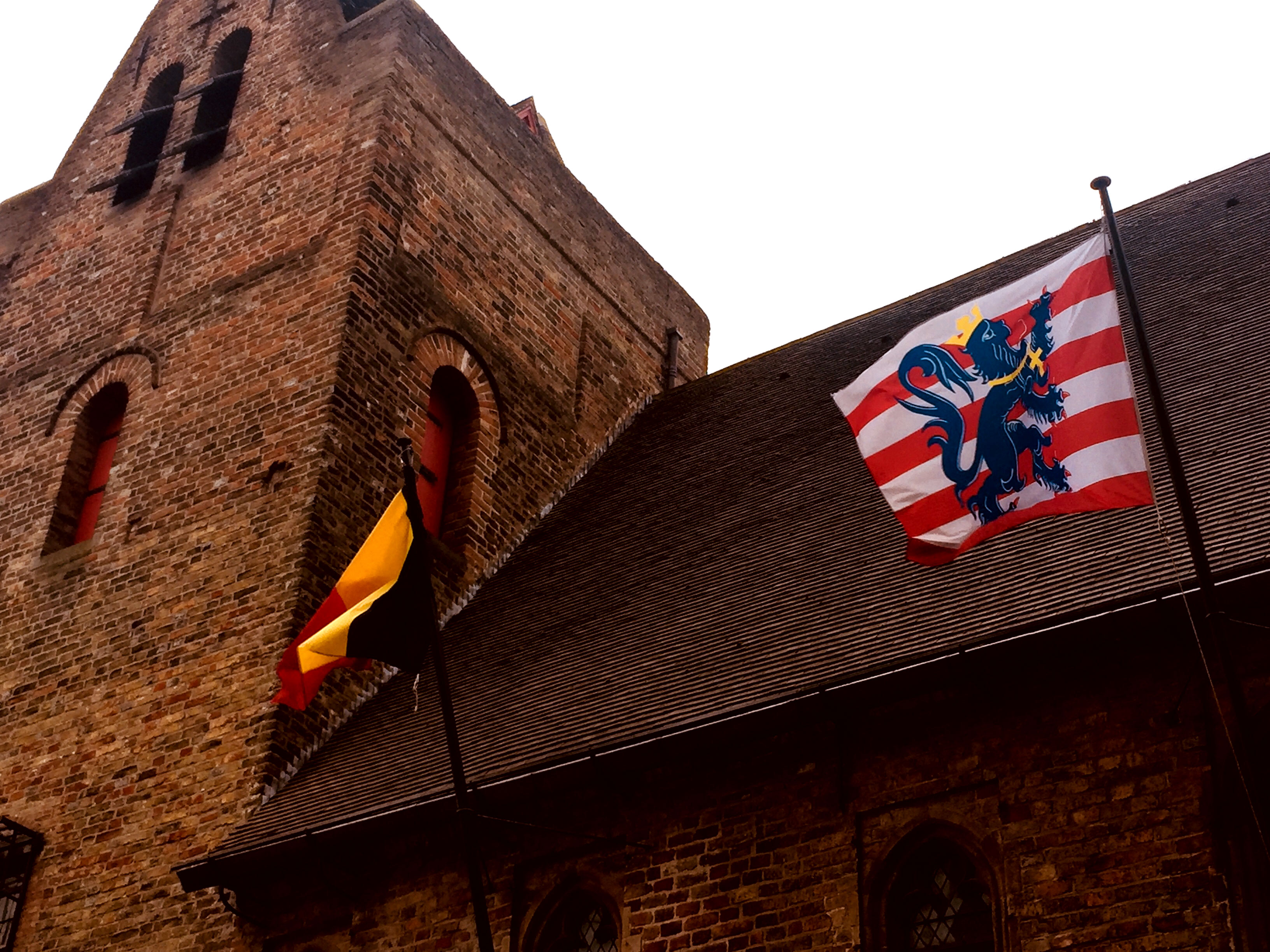
Прапор Бельгії та прапор міста на музеї Gruuthuse.
Прапор Фландрії